# ロバート・ニーダム (第11代キルモリー子爵)
第11代キルモリー子爵ロバート・ニーダム（英語: Robert Needham, 11th Viscount Kilmorey、1746年11月14日 – 1818年11月30日）は、アイルランド貴族。

## 生涯
第10代キルモリー子爵ジョン・ニーダムとアン・シェイカリー（Anne Shakerley、1708年ごろ – 1786年8月9日、旧姓ハールストン（Hurleston）、ジェフリー・シェイカリーの未亡人、ジョン・ハールストンの娘）の息子として、1746年11月14日に生まれた。
1791年5月29日に父が死去すると、キルモリー子爵位を継承した。
1792年1月10日、フランシス・コットン（Frances Cotton、1769年12月1日 – 1818年11月26日、第5代準男爵サー・ロバート・ソールズベリー・コットンの娘）と結婚したが、2人の間に子供はいなかった。
アイルランド貴族代表議員選挙への投票権を主張して、1813年に認められた。
1818年11月30日にアダリーにある邸宅シャヴィントン・ホール（Shavington Hall）で死去、弟フランシスが爵位を継承した。